# Landgericht Kaiserslautern

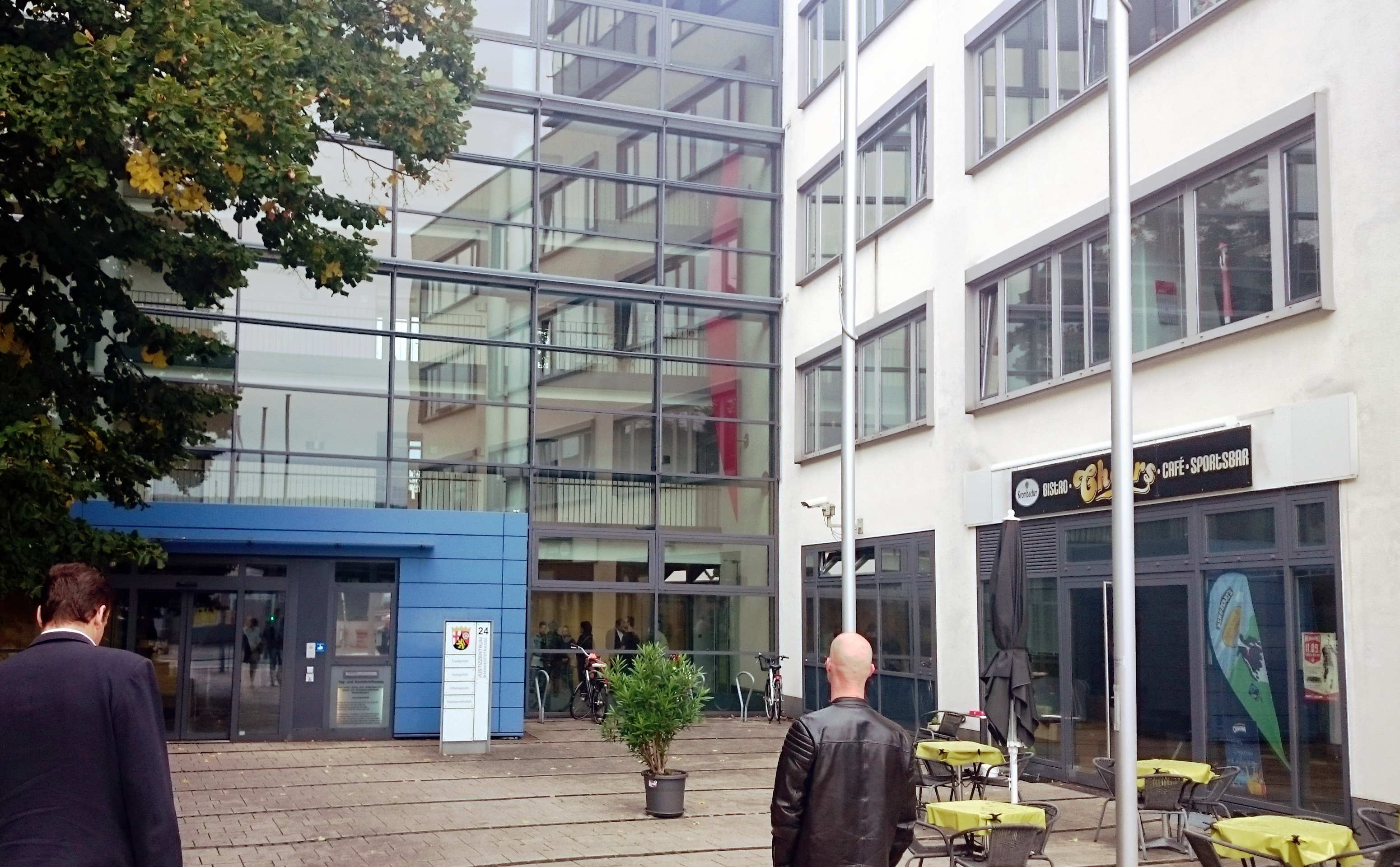
Eingang zum Justizzentrum Kaiserslautern

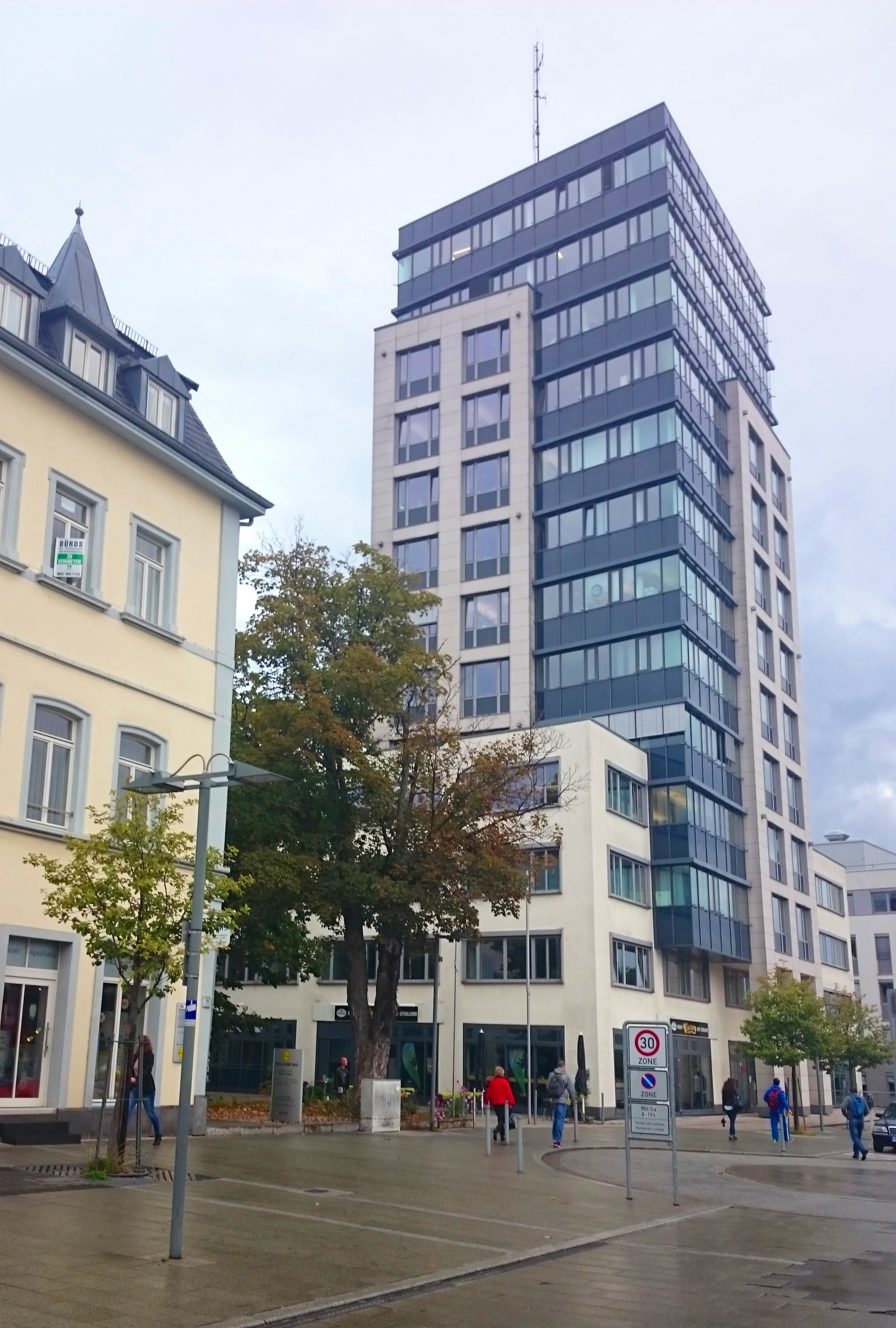
Büroturm des Justizzentrums Kaiserslautern

Das Landgericht Kaiserslautern ist ein Gericht der ordentlichen Gerichtsbarkeit und eines von acht Landgerichten in Rheinland-Pfalz. Es hat seinen Sitz in Kaiserslautern. Im Landgerichtsbezirk Kaiserslautern wohnen zzt. etwa 300.000 Menschen.

## Geschichte
Im Zuge der Reichsjustizgesetze, die 1879 in Kraft traten, wurde das 1817 gegründete königlich bayerische Kreisgericht und spätere Bezirksgericht Kaiserslautern aufgelöst und durch das Landgericht Kaiserslautern ersetzt. Sein Sprengel umfasste die Amtsgerichte Kaiserslautern, Kirchheimbolanden, Kusel, Lauterecken, Obermoschel, Otterberg, Rockenhausen, Winnweiler und Wolfstein. Im Jahr 1900 wurde der noch geltende französische Code civil vom Bürgerlichen Gesetzbuch (BGB) abgelöst.

### Landesarbeitsgericht Kaiserslautern
Gemäß Arbeitsgerichtsgesetz vom 23. Dezember 1926 wurden in Deutschland Arbeitsgerichte gebildet. Diese waren nur in der ersten Instanz organisatorisch selbstständige Gerichte, die Landesarbeitsgerichte waren den Landgerichten zugeordnet. Am Landgericht Kaiserslautern entstand so 1927 das Landesarbeitsgericht Kaiserslautern als eines von 23 Landesarbeitsgerichten in Bayern. Sein Sprengel umfasste die Arbeitsgerichte Kaiserslautern, Kirchheimbolanden, Kusel, Lauterecken und Rockenhausen. Das Landesarbeitsgericht Kaiserslautern wurde bereits zum 1. Januar 1930 aufgehoben, da die Zahl der Landesarbeitsgerichte auf 7 reduziert wurde. Die Aufgaben übernahm das Landesarbeitsgericht Zweibrücken.

## Organisation
Am Landgericht Kaiserslautern sind etwa 72 Mitarbeiter beschäftigt, 20 davon als Richter und 3 als Rechtspfleger. Die Richter verteilen sich über 4 Zivilkammern, 1 Kammer für Handelssachen, 8 Strafkammern und eine Strafvollstreckungskammer.

## Instanzenzug und Sonderzuständigkeiten
Zum Gerichtsbezirk gehören die Amtsgerichte Kaiserslautern, Kusel und Rockenhausen. Dem Landgericht Kaiserslautern ist das Pfälzische Oberlandesgericht mit Sitz in Zweibrücken und der Bundesgerichtshof mit Sitz in Karlsruhe übergeordnet.
Die zwei bei dem Landgericht Kaiserslautern eingerichteten Wirtschaftsstrafkammern sind für alle landgerichtlichen Wirtschaftsstrafsachen des Bezirks des Pfälzischen Oberlandesgerichts Zweibrücken zuständig.

## Gebäude

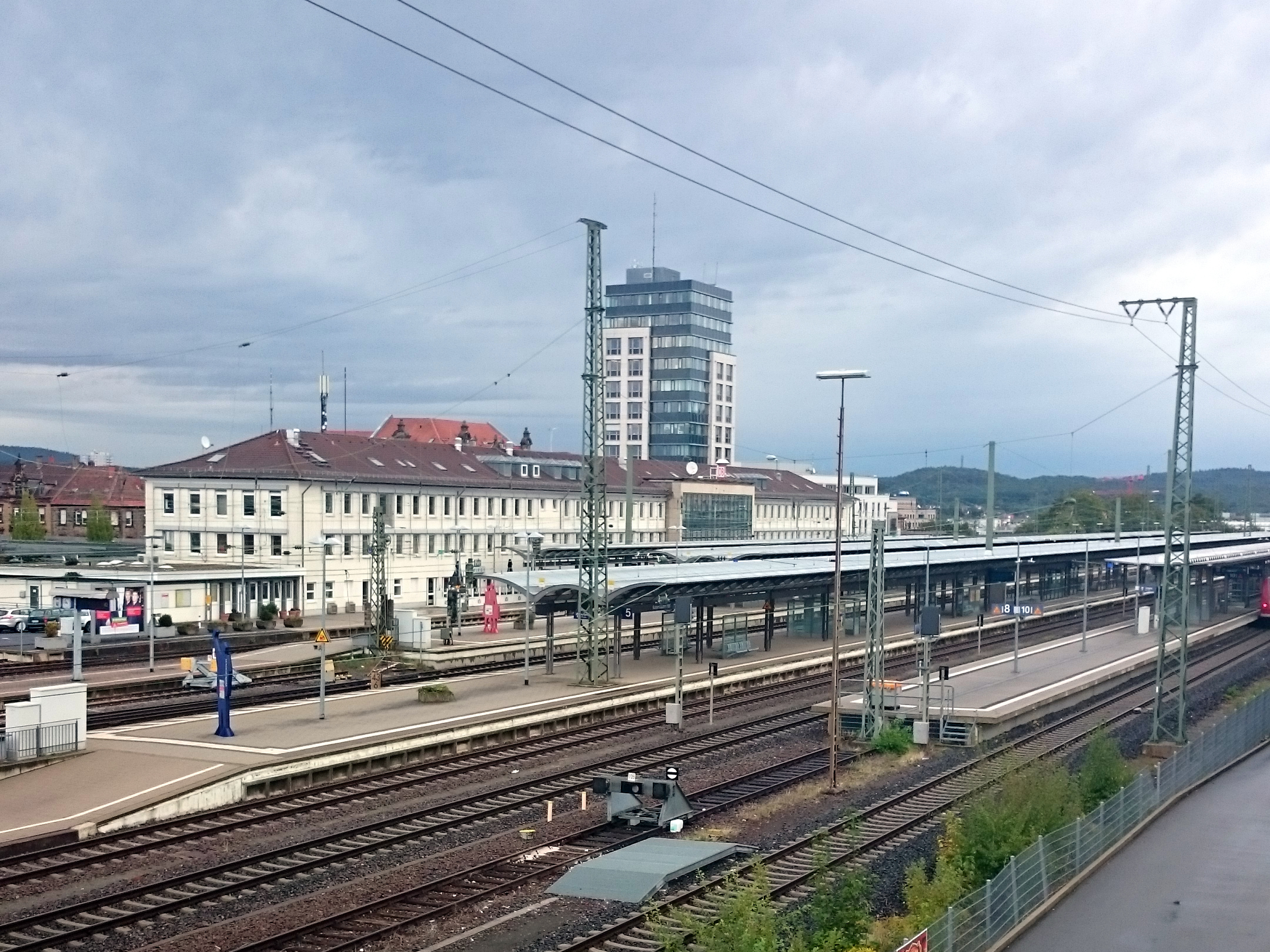
Lage des Justizzentrums Kaiserslautern hinter dem Hauptbahnhof

1944 brannte das Justizgebäude nach einem Bombenangriff komplett aus. Daraufhin wurde das Gericht aufgrund von Raummangel vorübergehend nach Wolfstein ausgelagert. 1955 wurde an alter Stelle ein neues Gebäude in der Lauterstraße errichtet. 2001 zog das Landgericht gemeinsam mit dem Amtsgericht, der Staatsanwaltschaft, dem Arbeitsgericht und Sozialdienst in einen Neubau in der Nähe des Hauptbahnhofes.

## Überregionale bekannte Prozesse
- Der Strafprozess um die Ermordung zweier Polizisten im Landkreis Kusel fand im Jahr 2022 vor dem Landgericht Kaiserslautern statt.